# قطعه (شعر)
قِطعه مجموعهٔ ابیاتی را گویند که بر یک وزن و قافیه باشد، و از آغاز تا انجام همگی به یکدیگر مربوط بوده، پیرامون یک قصّهٔ شیرین، یک موضوع اخلاقی، یا تهنیت و تعزیت و مدح و هجو و مانند آن پدید آمده باشد. برخلاف قصیده، بیت مَطلَع در قطعه مُصَرَّع نیست.
در قطعه نحوه شکل‌گیری قافیه‌ها به این شکل است که، مصراع‌های زوج باهم هم قافیه‌اند. 
و شگفت آن است که قطعه فقط به علت
یک قافیه کمتر داشتن از غزل،اینقدر قدرت نفوذ خود را در تاریخ ادبیات از دست داده است و این نشانگر اهمیت فوق العاده موسیقی در جذب مخاطب در هنر شعر است.
تعداد ابیات یک قطعه، حداقل ۲ و حداکثر آن به‌طور معمول ۱۵ است، ولی گاهی تا ۵۰ بیت و بیش از آن هم رسیده‌است.
در میان شُعَرای پارسی‌گوی از رودکی تاکنون، همواره، قطعه‌سرایی رواج داشته‌است. لیکن، انوری، ابن یمین و پروین اعتصامی بیش از دیگران به این قالب شعری پرداخته‌اند. قطعه را بیشتر در بیان مطالب اخلاقی و تعلیمی و مناظره و نامه‌نگاری بکار می‌برند.
قدیمی‌ترین قطعه‌ها مربوط به ابن یمین است و از بین شاعران معاصر، پروین اعتصامی نیز بیشتر اشعارش را در قالب قطعه سروده است. پروین اعتصامی مناظره‌های زیادی در قالب قطعه دارد از قبیل مناظره نخ و سوزن و سیر و پیاز میتوان اشاره نمود. علت نام‌گذاری قطعه این است که شعری با قالب قطعه مانند آن است که از وسط یک قصیده برداشته شده باشد و در واقع قطعه‌ای از یک قصیده است.کسی 
| شنیده‌اید که آسایش بزرگان چیست؟   |  | برای خاطر بیچارگان نیاسودن        |
| به کاخ دهر، که آسایش است بنیادش  |  | مقیم‌گشتن و دامان خود نیالودن      |
| همی ز عادت و کردار زشت کم‌کردن    |  | هماره، بر صفت و خوی نیک افزودن    |
| رهی که گمرهی‌اش در پی است، نسپردن |  | دری که فتنه‌اش اندر پی است، نگشودن |
|                                  |  | اعتصامی                           |

| خلید خار درشتی به پای طفلی خرد     |  | به‌هم‌برآمد و از پویه بازماند و گریست     |
| بگفت مادرش این رنج اولین قدم است   |  | ز خار حادثه تیه وجود خالی نیست          |
| هنوز نیک و بد زندگی به‌دفتر عمر     |  | نخوانده‌ای و به‌چشم تو راه و چاه، یکی است |
| ندیده زحمت رفتار، ره نیاموزی       |  | خطانکرده، صواب و خطا چه دانی چیست؟      |
| دلی که سخت ز هر غم تپید، شاد نماند |  | کسی که زود دل‌آزرده گشت، دیر نزیست       |
| هزار کوه گرت سد راه شوند، برو      |  | هزار ره گرت از پا درافکنند، بایست       |
|                                    |  | اعتصامی                                 |

| گلی خوش‌بوی در حمام روزی    |  | رسید از دست محبوبی به دستم  |
| بدو گفتم که مشکی یا عبیری؟ |  | که از بوی دلاویز تو مستم    |
| بگفتا، من گِلی ناچیز بودم   |  | ولیکن مدتی با گُل نشستم      |
| کمال هم‌نشین درمن اثر کرد   |  | وگرنه، من همان خاکم که هستم |
|                            |  | سعدی                        |

 این شعر در اصل یک مسمّط است و نباید به عنوان قطعه شناخته شود حتی اگر بیت آغازین آن مقفّا نباشد.
| بر سر بازار جان‌بازان منادی می‌زنند   |  | بشنوید ای ساکنان کوی رندی، بشنوید         |
| دختر رز چند روزی هست از ما گم‌شدست   |  | رفت، تا گیرد سر خود، هان و هان، حاضر شوید |
| جامه‌ای دارد ز لعل و نیم‌تاجی از حباب |  | عقل و دانش برد و شد، تا ایمن از وی نغنوید |
| هر که آن تلخم دهد حلوا بها جانش دهم |  | ور بود پوشیده و پنهان به دوزخ در روید     |
|                                     |  | حافظ                                      |

| دل شناسد که چیست جوهر عشق  |  | عقل را ذره‌ای بصارت نیست    |
| در عبارت همی نگنجد عشق     |  | عشق از عالم عبارت نیست     |
| هر که را دل ز عشق گشت خراب |  | بعد از آن هرگزش عمارت نیست |
| عشق بستان و خویشتن بفروش   |  | که نکوتر ازاین، تجارت نیست |
|                            |  | عطار                       |

| اهل دنیا سه فرقه بیش نی‌اند |  | چون طعام‌اند و همچو دارو و درد |
| فرقه‌ای چون طعام درخوردند   |  | که از ایشان گریز نتوان کرد    |
| باز جمعی چو داروی دردند    |  | بر مال و جاه خويش نيفزايد     |
| مَردُم بدين صفات اگر يابی    |  | که بدان، گه گه است حاجت مرد   |
| باز جمعی چو درد با ضررند   |  | تا توانی به گرد درد مگرد      |
|                            |  | ابن‌یمین                       |

| بهترین مراتب آن باشد    |  | کان به فضل و هنر به‌دست آید |
| رتبتی کان نباشد استحقاق |  | زودش اندر بنا شکست آرد     |
|                         |  | ابن‌یمین                    |

| ای خواجه، رسیده‌ست بلندیت به‌جایی   |  | کز اهل سماوات به‌گوشت برسد صوت  |
| گر عمر تو چون قد تو باشد، به‌درازی |  | تو زنده بمانی و بمیرد ملک‌الموت |
|                                   |  | انوری                          |

غزل زیر کاملا از لحاظ محتوایی متاثر از قطعه است:
| بچه ماهی به تور می‌نگریست |  | راز این پرده مشبک چیست       |
| پدر و مادر مرا هم برد    |  | راستی این فرشته ما نیست؟!    |
| تا به کی مثل لاکپشتی پیر |  | روز و شب یکنواخت باید زیست؟! |
| می‌روم از حصار این تکرار  |  | تا به آنجا که آسمان آبیست    |
| می‌روم اوج را ولی باید    |  | سخت بر حال لاکپشت گریست      |
| ساعتی بعد، آنسوی برکه    |  | رقص آتش، غروب یک ماهی‌ست      |